# Ophryosporus chilca
Ophryosporus chilca là một loài thực vật có hoa trong họ Cúc. Loài này được (Kunth) Hieron. mô tả khoa học đầu tiên năm 1897.